# ورزشگاه رومل فرناندز

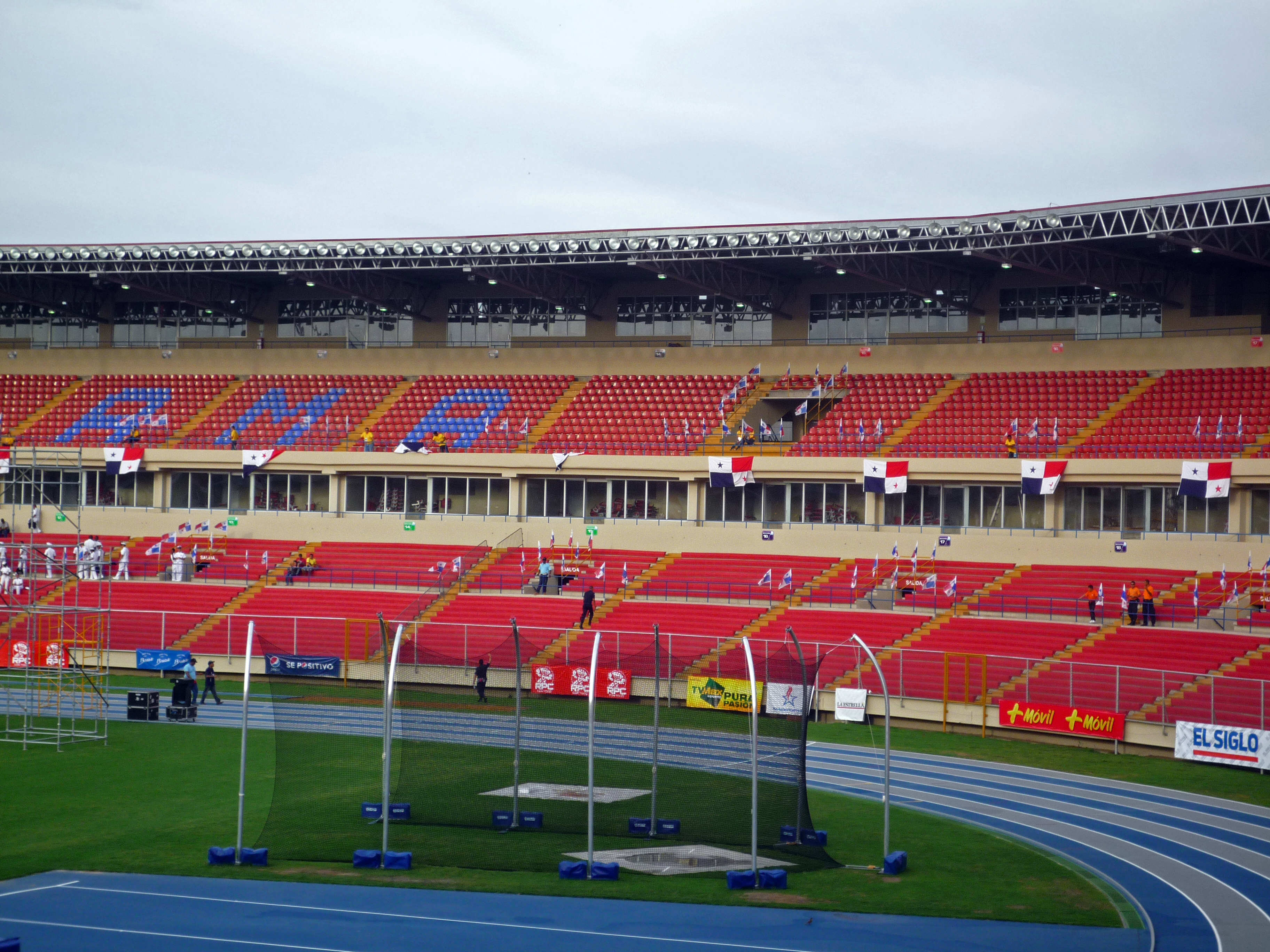
نمایی از ورزشگاه در سال ۲۰۱۰

ورزشگاه رومل فرناندز (به اسپانیایی: Estadio Rommel Fernández) یک ورزشگاه چندمنظوره است که در پاناماسیتی قرار دارد. این ورزشگاه برای ورزش‌های گوناگونی در نظر گرفته شده‌است اما بیشتر برای مسابقات فوتبال استفاده می‌شود. ورزشگاه در سال ۱۹۷۰ گشایش یافت و پس از بازسازی در سال ۲۰۰۹، ظرفیت ۳۲ هزار تماشاگر را پیدا کرد. این ورزشگاه خانهٔ باشگاه فوتبال تائورو است و تیم ملی فوتبال پاناما نیز از آن استفاده می‌کند.

## مسابقات بین‌المللی فوتبال
| تاریخ           | گونهٔ رقابت   | تیم    | نتیجهٔ مسابقه | تیم     | شمار تماشاگران |
| --------------- | ------------ | ------ | ------------ | ------- | -------------- |
| ۱۱ سپتامبر ۲۰۱۸ | بازی دوستانه | پاناما | ۰–۲          | ونزوئلا | ۲۰٬۰۰۰         |